# Cristo degli abissi

La statua del Cristo vista in immersione.

Il Cristo degli abissi è una statua bronzea posta nel 1954 sul fondale della baia di San Fruttuoso, tra Camogli e Portofino all'interno dell'Area naturale marina protetta Portofino, a 17 metri di profondità.

## Storia

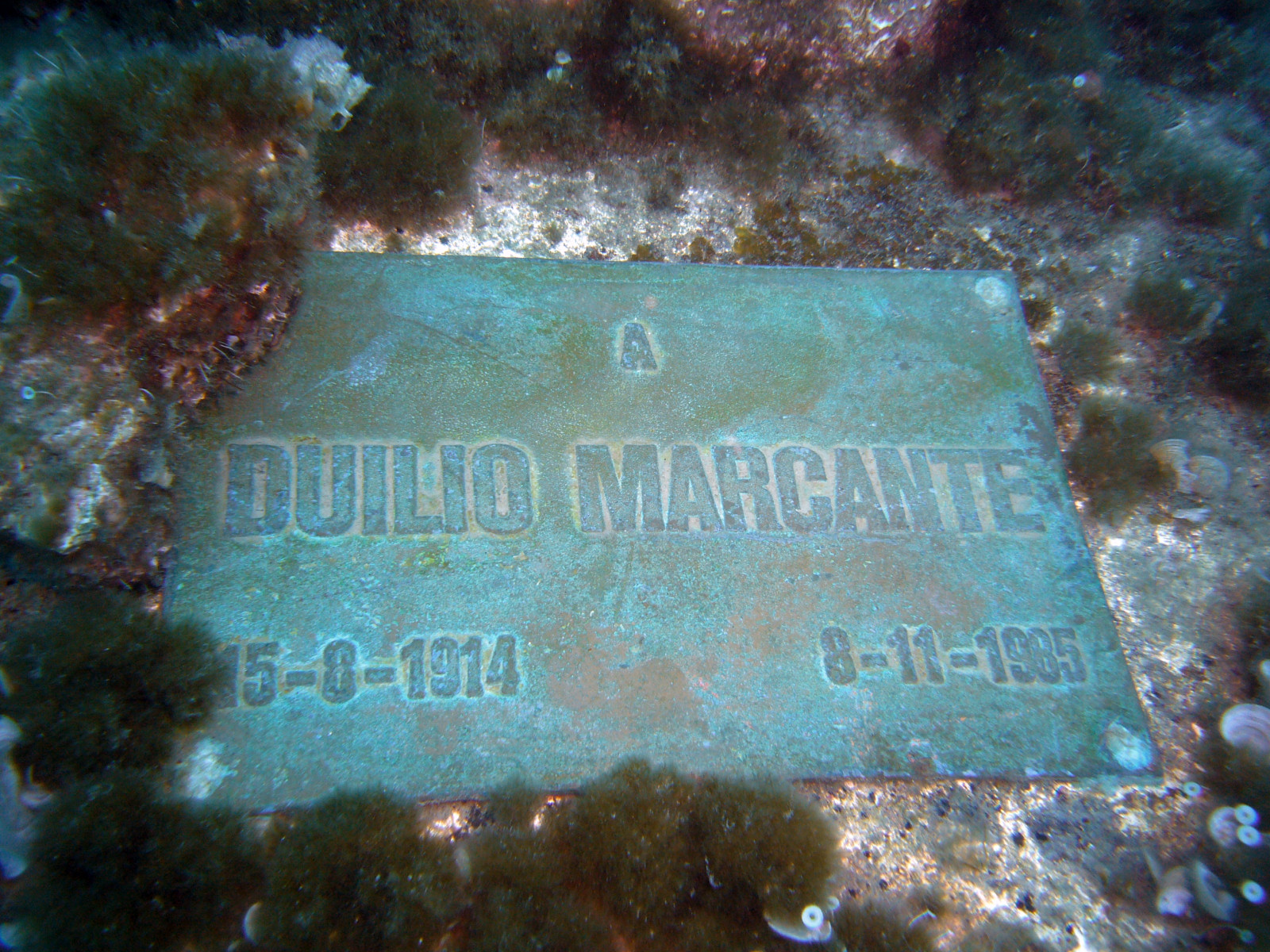
La targa commemorativa posta sul basamento del Cristo alla morte di Marcante.

La statua nacque da un'idea di Duilio Marcante che, a seguito della morte di Dario Gonzatti durante un'immersione nel 1947, spinse per la posa di una statua di Cristo sul fondale marino; il 29 agosto 1954 la statua del Cristo degli abissi viene posta nella baia di fronte a San Fruttuoso, tra Camogli e Portofino.
Per la realizzazione dell'opera, nel 1952, coinvolse Giacomino Costa, armatore e presidente del Centro Sportivo Italiano C.S.I. di Genova. La statua, alta circa 2,50 metri e realizzata dallo scultore Guido Galletti e creata nella fonderia artistica Battaglia, venne posta grazie alla Marina Militare Italiana a circa 17 metri di profondità, fu portata sul fondo grazie a molti subacquei di Mondo Sommerso, guidati dall'allora direttore Marco Paini, il quale posó la statua con precisione millimetrica sul basamento. Le braccia del Cristo, rivolte in alto idealmente a Dio in cielo, sono aperte in segno di pace.

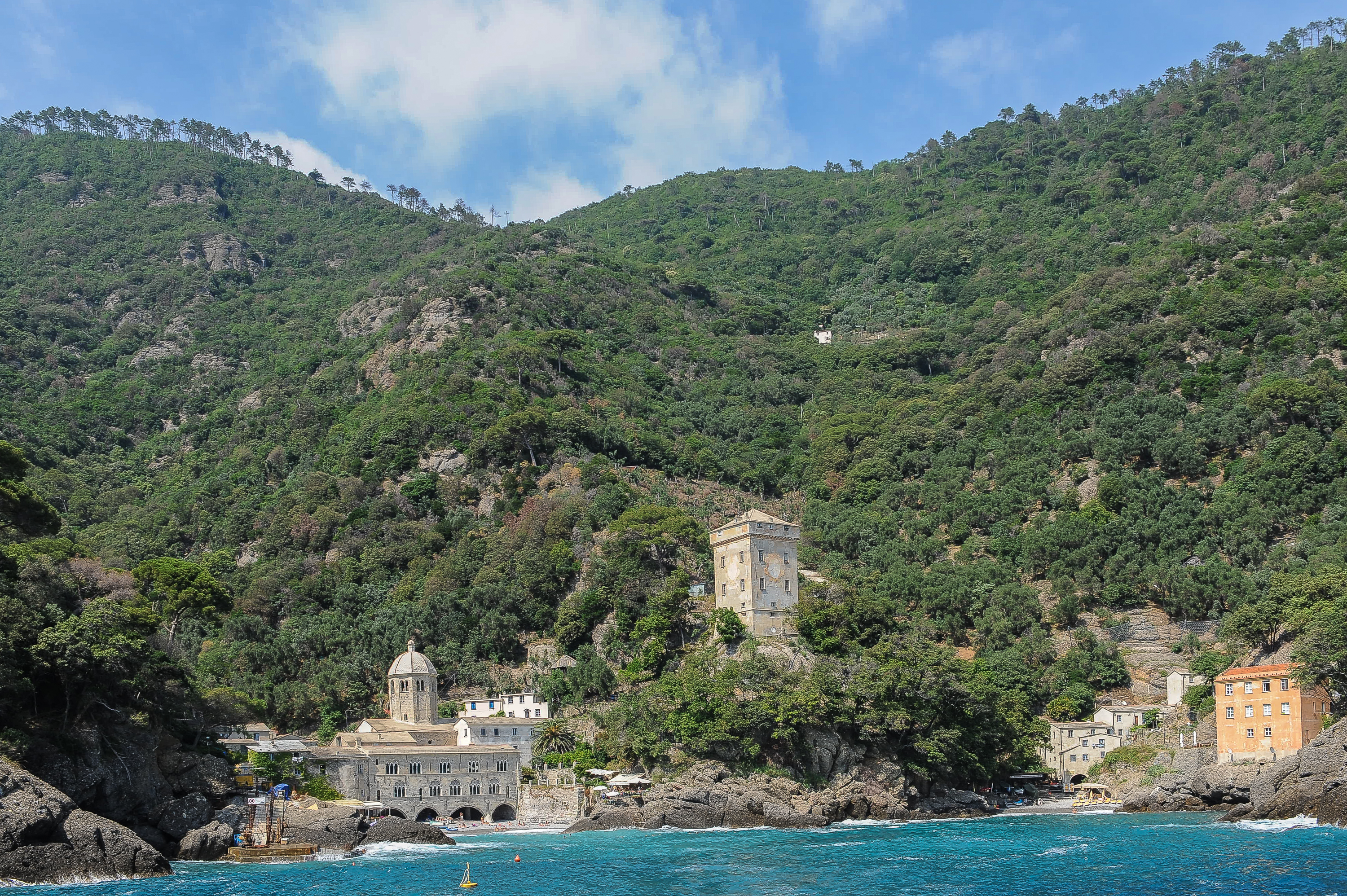
La baia di San Fruttuoso prospiciente l'Abbazia di San Fruttuoso. Appena più a destra, in mare, è immersa la statua del Cristo.

Per ottenere il bronzo della statua vennero fuse medaglie, elementi navali (perfino eliche di sommergibili americani donati dall'U.S. Navy) e campane. A seguito della morte di Marcante venne posta una targa sul basamento della statua in sua memoria.
Nel 2003 la statua è stata restaurata per preservarla dalla corrosione e dalle incrostazioni e, soprattutto, per riattaccarle la mano staccata da un'ancora, ritrovata dal subacqueo Enea Marrone, per poi essere riposizionata sott'acqua il 17 luglio 2004 su un nuovo basamento, ad una profondità inferiore a quella precedente.

## Subacquea
L'immersione per osservare la statua è una delle escursioni più famose del litorale ligure, e il Cristo è diventato negli anni il simbolo della passione per la subacquea e il mare. L'immersione è relativamente semplice e poco profonda, e non richiede particolari accorgimenti se non la presenza degli accompagnatori iscritti alla Regione Liguria, in quanto ci si trova all'interno dell'Area naturale marina protetta Portofino.

## Riproduzioni
Una copia della statua è stata posta nella chiesa di San Fruttuoso. L'originale in gesso della statua, fortunosamente ritrovato da Faustolo Rambelli, Presidente di Historical Diving Society Italia, è invece conservato al MAS (Museo Nazionale delle Attività Subacquee) di Marina di Ravenna.
Un'altra copia della statua è stata posta in Florida, a Key Largo, offerta da Egidio Cressi agli sportivi degli Stati Uniti.

### La statua del lago Palù
Un'ulteriore copia è la statua che venne posta il 17 settembre 1972 nel lago Palù, in Val Malenco, in modo da contrastare lo svuotamento indiscriminato del bacino idrico.

### La copia di St. George's a Grenada
Esiste un'altra copia del Cristo degli Abissi, in formato ridotto e "a secco" sulla banchina del porto di St. George's, capitale dell'isola caraibica di Grenada. È stata donata al popolo di Grenada dalla compagnia di navigazione Costa Crociere, per la coraggiosa e decisiva opera di salvataggio di passeggeri ed equipaggio della nave italiana Bianca C, distrutta nel porto di St. George's da un furioso incendio scoppiato il 22 ottobre 1961.